# Lycomorpha nigridorsata
Lycomorpha nigridorsata là một loài bướm đêm thuộc phân họ Arctiinae, họ Erebidae.